# (35084) 1990 SP9
1990 SP9 (asteroide 35084) é um asteroide da cintura principal. Possui uma excentricidade de 0.13020870 e uma inclinação de 6.06112º.
Este asteroide foi descoberto no dia 22 de setembro de 1990 por Eric Walter Elst em La Silla.